# Verklaring van Potsdam

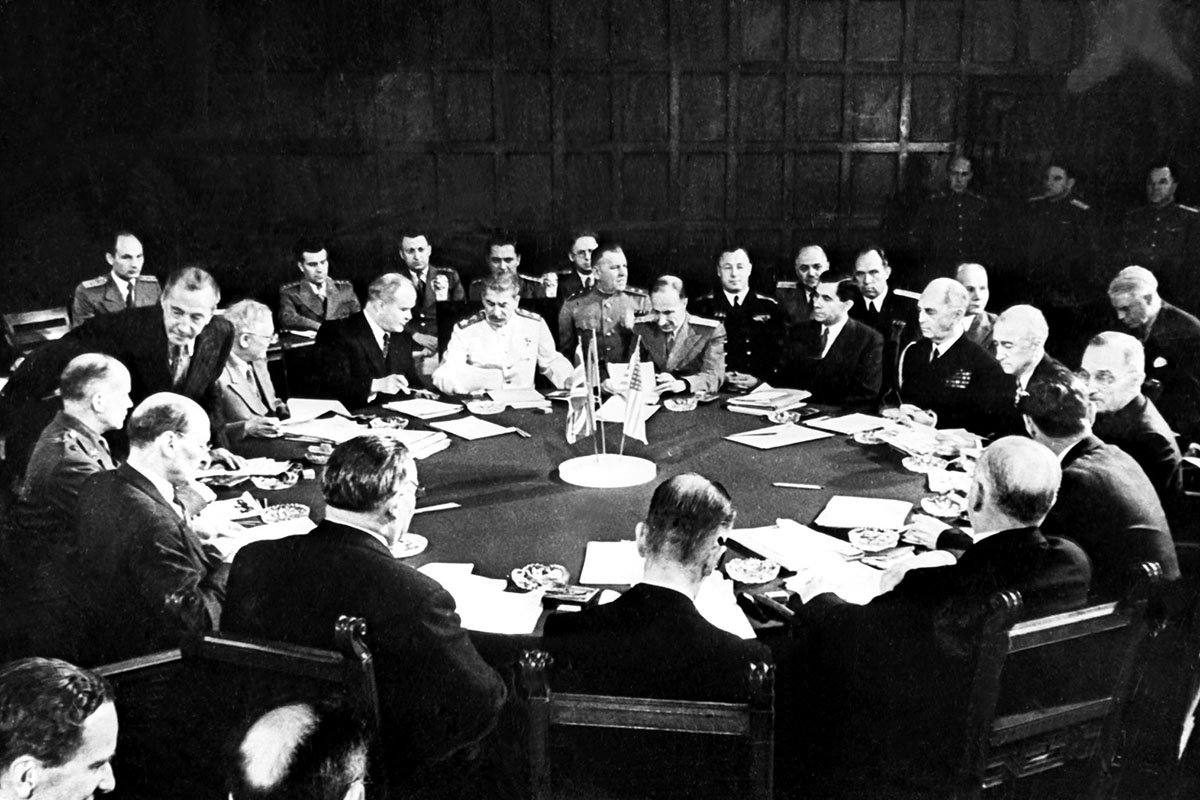
Geallieerde leiders in Potsdam.

De overgave van Japan, getekend op 2 september 1945.

De Verklaring van Potsdam werd onderschreven op de conferentie van Potsdam op 26 juli 1945 door Harry S. Truman, Winston Churchill en Chiang Kai-Shek. De verklaring omschreef de voorwaarden voor een Japanse overgave, dat op dat ogenblik nog steeds in oorlog was met de geallieerde naties.

## Voorwaarden
Op 26 juli 1945 werden de geallieerde voorwaarden voor de overgave van Japan aangekondigd. Het bestaat uit 13 punten, waarvan de eerste vier als inleiding zijn te beschouwen. Bij punt vijf staat een duidelijke waarschuwing: "We zullen er niet van afwijken. Er zijn geen alternatieven. We zullen geen uitstel dulden."
Voor Japan luiden de voorwaarden als volgt:
- Punt 6: "Er moet voor altijd een einde worden gemaakt aan het gezag en de invloed van degenen die het volk van Japan hebben bedrogen en misleid om de wereld te veroveren". Er moet een "nieuwe orde van vrede, veiligheid en gerechtigheid" komen.
- Punt 7: Er komt een geallieerde bezetting van Japans grondgebied tot zo'n nieuwe orde is gevestigd.
- Punt 8: De "Japanse soevereiniteit zal beperkt zijn tot de eilanden Honshu, Hokkaido, Kyushu, Shikoku en de kleinere eilanden" die de geallieerden vaststellen, zoals was afgesproken op de Conferentie van Caïro in 1943.
- Punt 9: Na ontwapening mogen de Japanse militairen terugkeren om "een vreedzaam en productief leven te leiden".
- Punt 10: De belofte dat "de Japanners als ras niet tot slaaf worden gemaakt of als natie worden vernietigd, maar dat alle oorlogsmisdadigers streng worden gestraft".
- Punt 11: Japan wordt ruimte geboden voor economisch herstel, mede voor de afdoening van herstelbetalingen in natura, maar de productie van oorlogsmateriaal en -materieel is verboden.
- Punt 12: De bezettingstroepen van de geallieerden zullen uit Japan worden teruggetrokken zodra deze doelstellingen zijn bereikt.
- Punt 13: In de laatste regel staat een ultimatum: "Het alternatief voor Japan is onmiddellijke en totale vernietiging."

Wat ontbreekt in deze verklaring is de positie van de Japanse keizer Hirohito. Volgens de toen nog geldende Meiji-grondwet, aangenomen in 1890, is hij de opperbevelhebber van het leger en de marine en heeft hij het recht oorlog te verklaren en vrede te sluiten.
Truman meldde op de conferentie van Potsdam aan Stalin dat hij een nieuw en krachtig wapen tot zijn beschikking had. Stalin, die ironisch genoeg reeds lang voor Truman wist dat het om een atoomwapen ging, moedigde Truman aan om alle mogelijke wapens te gebruiken om de oorlog zo snel mogelijk te beëindigen. Truman besliste op deze conferentie, met de indirecte aanmoediging van Stalin, om het atoomwapen te gebruiken. Japan kreeg met de verklaring van Potsdam een ultimatum voorgeschoteld waarbij het bij een weigering direct en totaal zou worden verwoest. Het woord atoombom werd nooit gebruikt. Japan legde het ultimatum naast zich neer, waarna de Amerikanen op respectievelijk 6 augustus en 9 augustus 1945 twee atoombommen lieten exploderen boven Hiroshima en Nagasaki. Japan ging na deze atoomaanvallen akkoord met de voorwaarden.
De Sovjet-Unie was geen ondertekenaar van de verklaring want het land was op dat moment niet in oorlog met Japan. Het had in 1941 een Neutraliteitsverdrag gesloten, maar op 5 april 1945 informeerde de Sovjet-Unie de Japanse overheid dat dit verdrag overbodig was geworden en zegde de overeenkomst op. Op 8 augustus 1945 verklaarde de Sovjet-Unie de oorlog aan Japan.